# Young Artists for Haiti

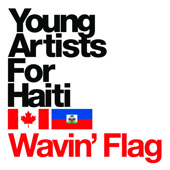
Young Artists for Haiti - Wavin' Flag

"Young Artists for Haiti" é uma campanha de cantores canadenses em prol das vítimas do terremoto no Haiti de 2010. Lançado em 12 de março de 2010, a canção "Wavin' Flag" fará parte do tema da Copa do Mundo FIFA de 2010. Em 18 de fevereiro de 2010, mais de 50 artistas canadenses regravaram no estúdio The Warehouse Studio em Vancouver a canção "Wavin' Flag" do K'naan. Todo o dinheiro arrecadado pela campanha, incluído a canção, irá ajudar as vítimas do terremoto.

## Relançamento do single "Wavin' Flag" e desempenho nas paradas
A canção foi lançada em prol das vítimas do terremoto no Haiti. E chegando em primeiro lugar na parada do Canadian Hot 100, a parada musical oficial do Canadá.
| País/Parada musical(2010) | Melhor posição |
| ------------------------- | -------------- |
| Canadá - Canadian Hot 100 | 1              |

Certificações e vendas
| País                  | Certificação | Vendas   |
| --------------------- | ------------ | -------- |
| Canadá - Music Canada | 3× Platina   | 120,000+ |

## Artistas participantes
Esta é a lista dos artistas que participam da canção e do videoclipe em ordem que aparecem nele.<
| - K'naan - Nelly Furtado - Sam Roberts - Avril Lavigne - Pierre Bouvier - Tyler Connolly - Kardinal Offishall - Jully Black - LIGHTS - Deryck Whibley - Serena Ryder - Jacob Hoggard - Emily Haines | - Hawksley Workman - Drake - Chin Injeti - Ima - Pierre Lapointe - Elisapie Isaac - Esthero - Corb Lund - Fefe Dobson - Nikki Yanofsky - Matt Mays - Justin Nozuka - Justin Bieber |

Refrão
| - Arkells - Lamar Ashe - Broken Social Scene - Torquil Campbell - Canadian Tenors - Aion Clarke - City and Colour - Tom Cochrane - Jim Cuddy - Jim Creeggan - Kathleen Edwards - Dave Faber - Jessie Farrell - Colin James | - Pat Kordyback - Brandon Lehti - Colin MacDonald - Jay Malinowski - Stacey McKitrick - Suzie McNeil - Stephan Moccio - Kevin Parent - Josh Ramsay - Red 1 - Hayley Sales - James Shaw - Shiloh |